# خاندان یافت‌آبادی

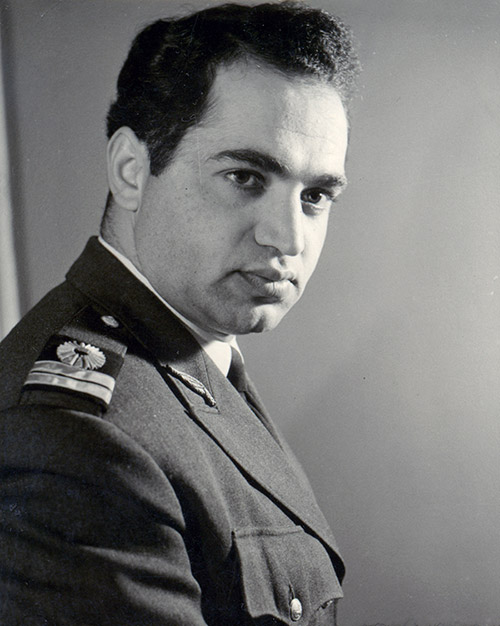
سرتیپ ابوالفتح یافت آبادی در جوانی

این خانواده از طایفه زند و حاصل ازدواج دختر کریم خان زند به نام خانم کوچک با ابراهیم خان فرزند صادق‌خان زند (برادر تنی کریم خان از دیگر پادشاهان زندیه) می‌باشد که پس از سقوط حکومت زندیه به همراه لطفعلی خان زند توسط آقامحمد خان قاجار تحت اسارت به یافت آباد تهران منتقل شدند و پس از قتل لطفعلی خان در قلعه‌ای زندانی (قلعه یافت آباد) و سپس در همان‌جا ساکن گردیدند.

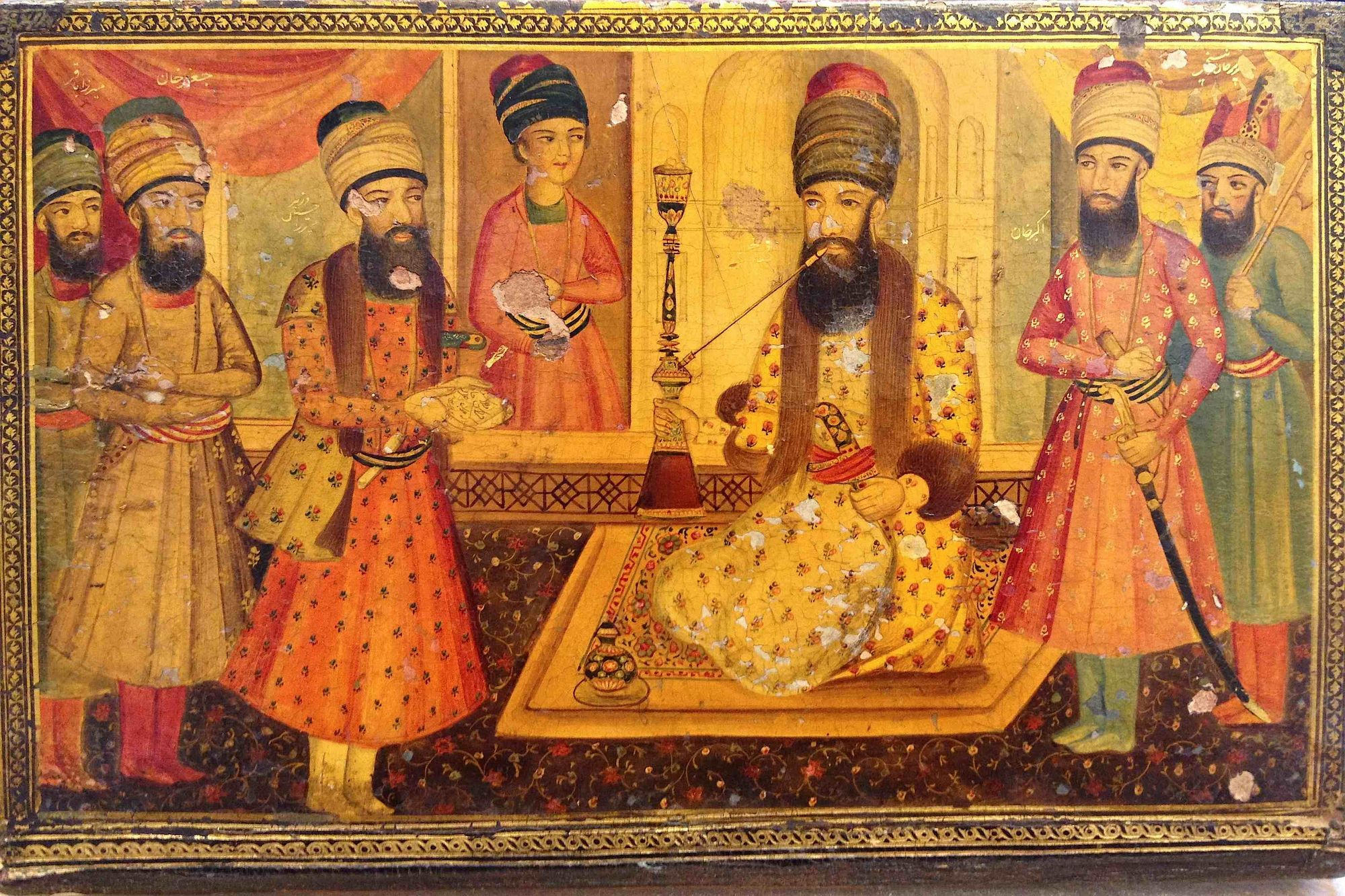
صادق خان زند و درباریان (اثر نگارگری میرزا محمد صادق)

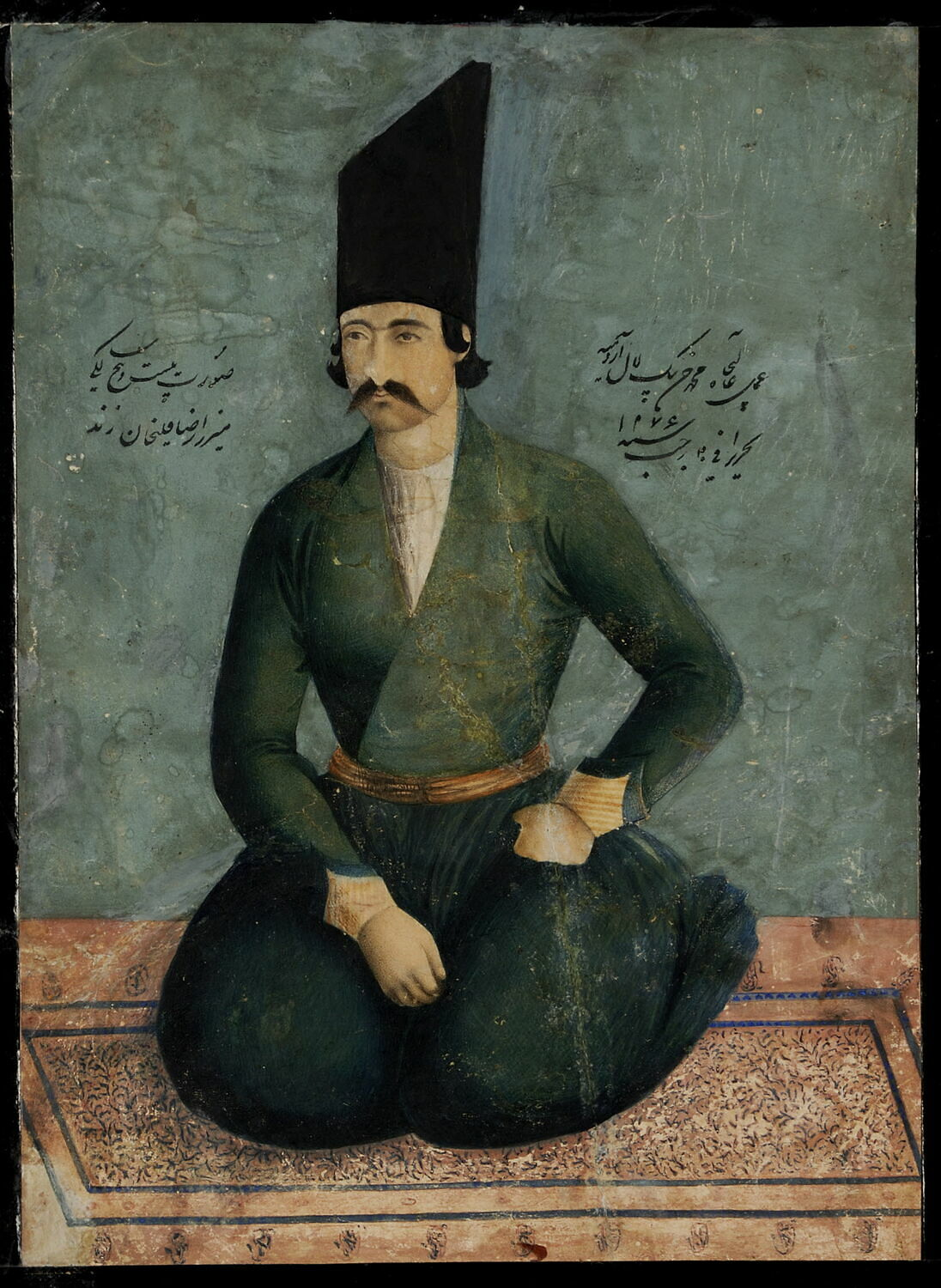
میرزا رضاقلی خان زند پدر مرتضی خان زند، تحت نظر در دربار قاجار، اثر محمدحسن افشار، ۱۸۶۰

مرتضی خان زند آخرین خان محله یافت آباد تهران به همراه دو تن از فرزندانش، محمد و مصطفی

مصطفی یافت آبادی از اولین خلبانان نظامی ایران

وجه تسمیه این نام خانوادگی به دوران آزادی زندیان از قلعه یافت آباد بر می‌گردد. در دوره‌های گوناگون ما بین ساکنین به رهبری بازماندگان زند و عبدالحسین میرزا فرمانفرما معروف به شازده فرمانفرما از شاهزادگان صاحب نفوذ قاجار بر سر مالکیت و اداره یافت آباد، شاد شهر (اسلام شهر) و بعضی دیگر از مناطق اطراف تهران همواره اختلاف و درگیری وجود داشت که در نهایت پس از نزاعی طولانی و خشونت بار که گاهی به تیراندازی و کشته شدن از طرفین می‌انجامید، در دوران پهلوی اول به همت و تلاش مرتضی خان زند آخرین خان یافت آباد، با رای دادگاه مالکیت بخش عمده این ناحیه از تهران از دست فرزندان فرمانفرما خارج شد.
مرتضی خان که فردی مردمدار بود، چند دهه جلوتر از قانون اصلاحات ارضی زمینه انتقال و واگذاری داوطلبانه بخش عمده زمین‌های یافت آباد تهران را به مردم و کشاورزان منطقه فراهم کرد. وی در آخرین سال‌های زندگی و در زمان صدور شناسنامه در دوران پهلوی اول، نام خانوادگی یافت آبادی را برای خود و اعضای خانواده انتخاب کرد. مقبره وی در قبرستان یافت آباد تهران واقع شده‌است.
محمد یافت آبادی فرزند بزرگ مرتضی خان زند بود که در کنار پدر و در عمری نه چندان زیاد، نام نیکی از خود بجای گذاشت و به دلیل بیماری در سنین جوانی در گذشت.
مصطفی یافت آبادی فرزند دوم مرتضی خان از اولین خلبانان نظامی ایران بود که در شهریور ۱۳۲۰ در یک نوبت موفق شده بود نیروهای متوفقین را بمباران کند.
فرزند سوم مرتضی خان سرهنگ ابوالفتح یافت آبادی نیز از پیشگامان نیروی هوایی بود که در دوران جوانی (۱۳۳۵) در هفدهمین دوره مسابقات وزنه‌برداری قهرمانی ایران موفق به اخذ مقام قهرمانی کشور شد. وی در سال‌های پیش از انقلاب ۵۷ فرمانده پدافند هوایی شمال ایران در مرزهای شوروی و رئیس عملیات مشهور بابلسر (پایگاه پدافند هوایی بابلسر) بود. در اولین سال‌های پس از انقلاب به پیشنهاد و اصرار افسران نیروی هوایی ابوالفتح یافت آبادی از گزینه‌های اصلی جهت فرماندهی نیروی هوایی جمهوری اسلامی ایران به‌شمار می‌آمد که وی با عدم پذیرش این سمت، فرماندهی پدافند هوایی را پذیرفت و عنوان ششمین فرمانده تاریخ پدافند هوایی ارتش و نخستین فرمانده پدافند هوایی ارتش جمهوری اسلامی ایران را به خود اختصاص داد. ابوالفتح یافت آبادی در سال ۱۳۵۹ بازنشسته و به درجه سرتیپی نایل آمد. وی در خرداد ماه ۱۳۹۴ در سن ۸۴ سالگی در تهران درگذشت.

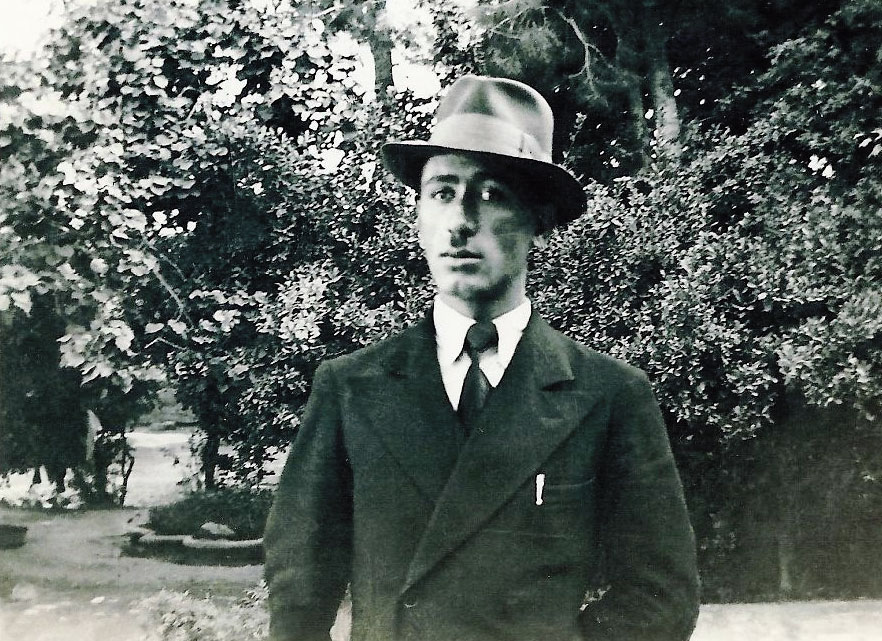
محمد خان یافت آبادی فرزند بزرگ مرتضی خان زند